# Língua umbra
O umbro, também conhecido como úmbrio ou úmbrico,   é uma língua indo-europeia extinta pertencente à família das línguas osco-úmbricas, falada pelos antigos Umbros, que no período clássico viveram no território a leste do alto curso do rio Tibre, ao longo dos Apeninos indo até ao mar Adriático.
É conhecida sobretudo pelas Tábuas Eugubinas, sete tábuas de bronze que contêm as leis sacras da cidade umbra de Ikuvium (moderna Gubbio), escritas em grande parte no alfabeto umbro.
Atualmente o termo "umbro" é inapropriadamente usado também para indicar o conjunto dos dialetos do italiano falados nas várias zonas da moderna região italiana da Úmbria.

## Exemplo
A título de exemplo, a transliteração de algumas linhas em língua umbra, retiradas da primeira das Tábuas Eugubinas:
este persklum aves anzeriates enetu
pernaies pusnaes preveres treplanes
iuve krapuvi tre buf fetu arvia ustentu
vatuva ferine feitu heris vinu heri puni
ukriper fisiu tutaper ikuvina feitu sevum